# ヨハン・イェルゲン・ホルスト

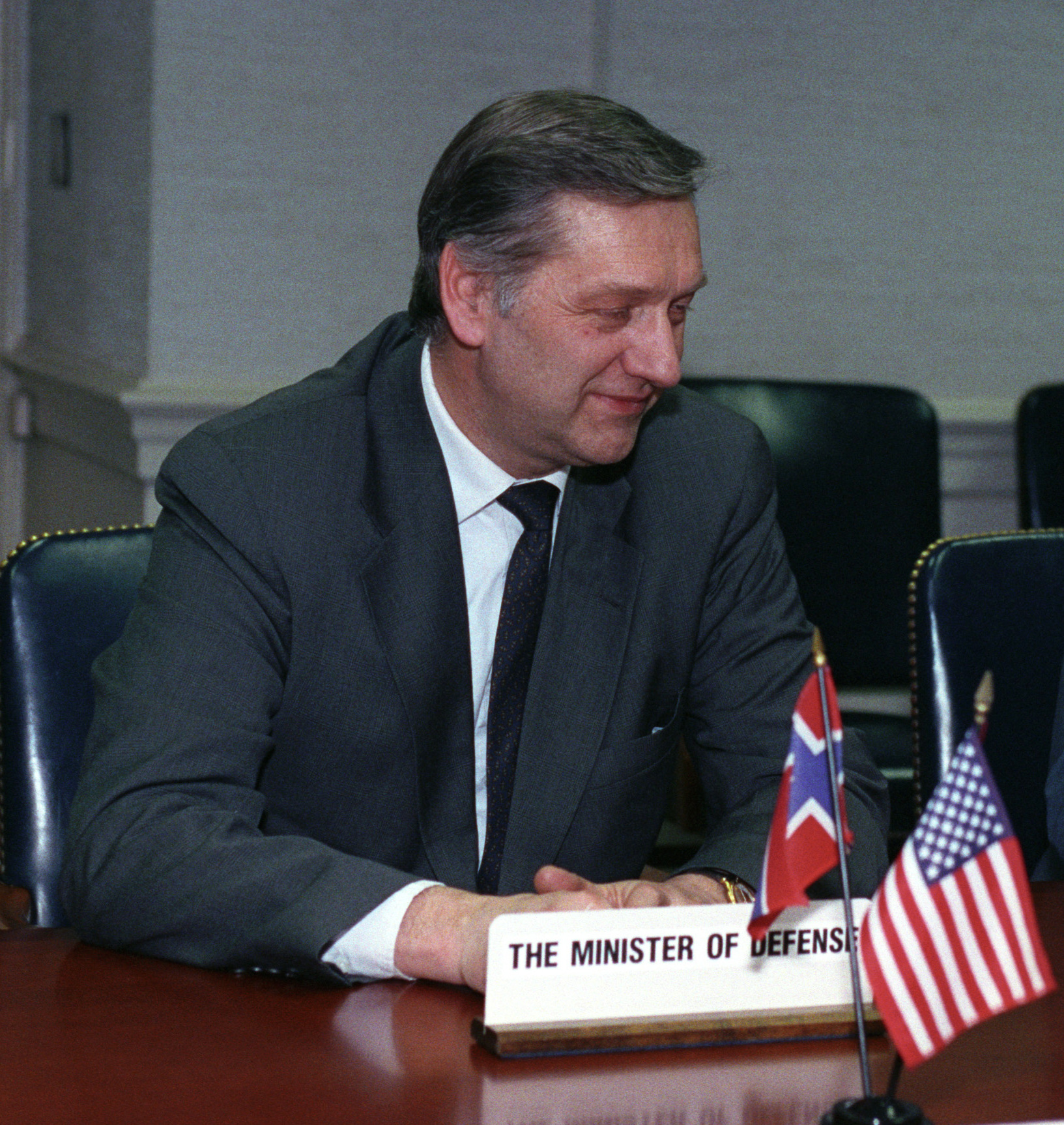
1993年、アメリカにて

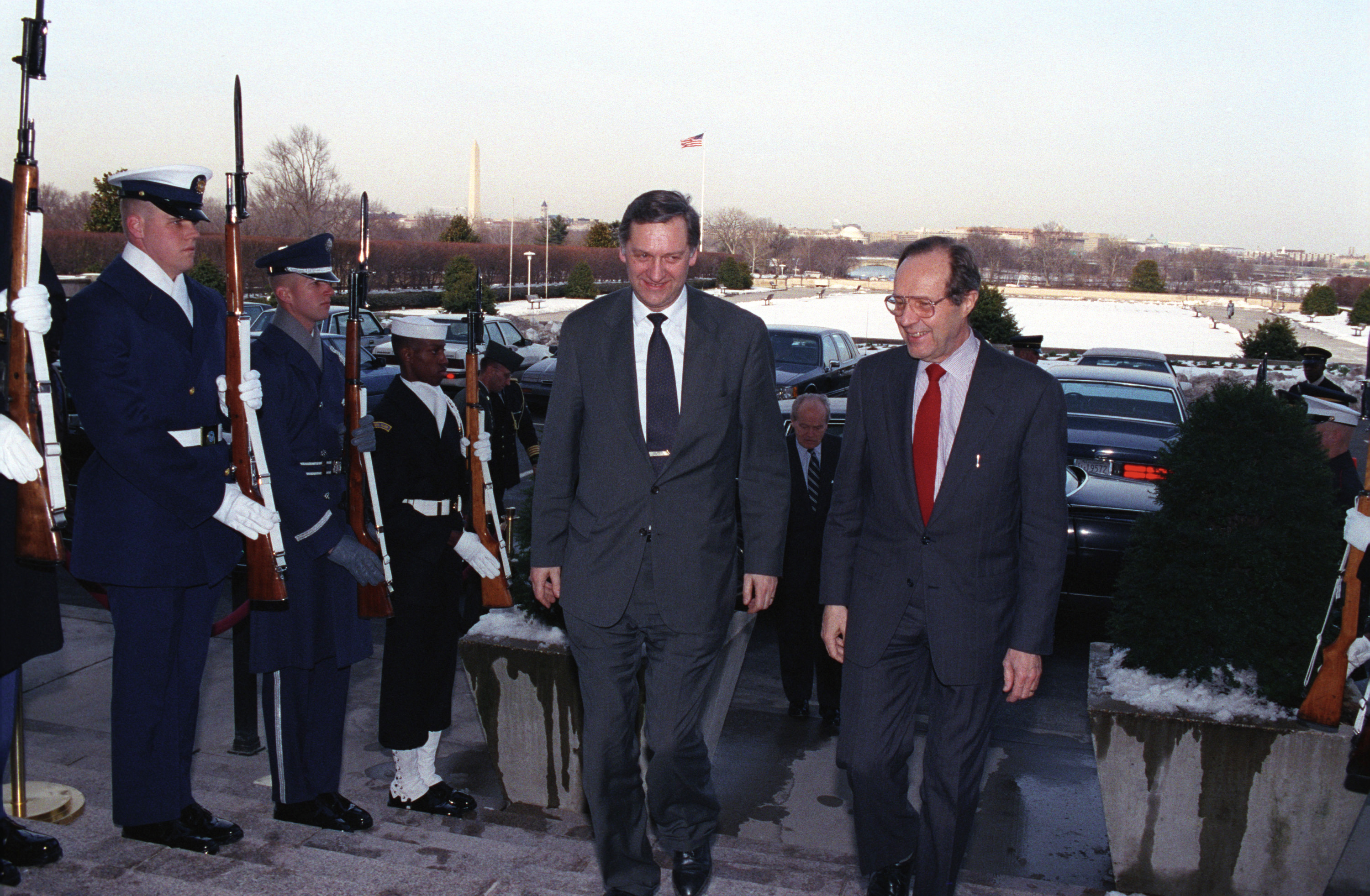
ホルスト(左)とウィリアム・J・ペリー(右)、ペンタゴンにて

ヨハン・イェルゲン・ホルスト（Johan Jørgen Holst、1937年11月29日 - 1994年1月23日）は、ノルウェーの政治家。ノルウェー労働党に所属していた。オスロ合意の中心的役割を果たしたことで有名である。コロンビア大学で学士号取得。
ホルストは1987年から1989年及び1991年から1993年まで、ノルウェーの防衛大臣であった。その後外務大臣に任命されると、最終的にオスロ合意として結ばれる流れを作った。1993年12月に軽い脳卒中に倒れ、そのまま1ヶ月後に死去した。妻で社会学者でもあるマリアン・ハイベルグは、ホルストが死を賭して和平プロセスを進めたと評価している。
ホルストを称えて、ガザ市は6歳から16歳までの市民の活動の場としてホルスト公園を作った。